# Katharina Schultens
Katharina Schultens (* 1980, Kirchen (Sieg)) je německá spisovatelka.

## Životopis
Studovala kulturní vědy v Hildesheimu, St. Louis a Bologni a od roku 2006 pracuje na Humboldtově univerzitě v Berlíně. Tam je od roku 2012 ředitelkou School of Analytical Sciences Adlershof (SALSA). Vydává od roku 1998 texty v časopisech (Bella triste, Randnummer, Ostragehege, Sprache im technischen Zeitalter) a antologiích. Od roku 2004 také publikovala tři svazky poezie a esejů. Od roku 2007 do roku 2009 působila jako členka Forum der 13. Žije v Berlíně-Kreuzbergu.

## Dílo
- Aufbrüche Rhein-Mosel-Verlag, Zell/ Mosel 2004, ISBN 978-3-89801-202-7
- gierstabil Luxbooks, Wiesbaden 2011, ISBN 978-3-939557-95-1
- gorgos portfolio kookbooks, Berlin 2014, ISBN 978-3937445618
- Geld Verlagshaus Berlin, Edition poeticon, Berlin 2015, ISBN 978-3945832042